# Monumento a Cumandá
El monumento a Cumandá es un monumento dedicado a la protagonista principal de la novela Cumandá o Un drama entre salvajes del escritor ecuatoriano Juan León Mera, ubicado en la rotonda de Ingahurco, en el ingreso norte al casco urbano de Ambato.
La novela Cumandá o Un drama entre salvajes y la letra del Himno Nacional de la República del Ecuador son las obras más populares del escritor Juan León Mera. Por ello se creó el monumento con la intención de inmortalizar la imagen de la protagonista de la novela, que es descrita a la perfección en su texto. La estatua de Cumandá reposa al interior de la rotonda de Ingahurco, la que es bañada por una pileta. Metros más atrás se encuentra una escultura en bronce del autor del personaje.  
El monumento de Cumandá encuentra elaborado en mármol.  